# Xerolenta obvia
Xerolenta obvia is een slakkensoort uit de familie van de Hygromiidae. De wetenschappelijke naam van de soort is voor het eerst geldig gepubliceerd in 1828 door Menke.

Xerolenta obvia pappi

Deze slak komt anno 2019 voor in meerdere Europese landen en op enkele lokaties in Canada en de Verenigde Staten. Hij wordt beschouwd als een zeer schadelijke slak.
In oktober 2019 werd de invoer van 900 auto's van het merk Mercedes-Benz in verschillende havens in Australië tegengehouden vanwege de vondst van Xerolenta obvia in deze auto's. Deze slak komt tot nu toe niet voor in Australië en wordt geweerd vanwege de bedreiging die deze slak vormt vanwege zijn eetlust voor tarwe, gerst en fruitbomen, en als drager van parasieten en schimmels.